# سبونكا

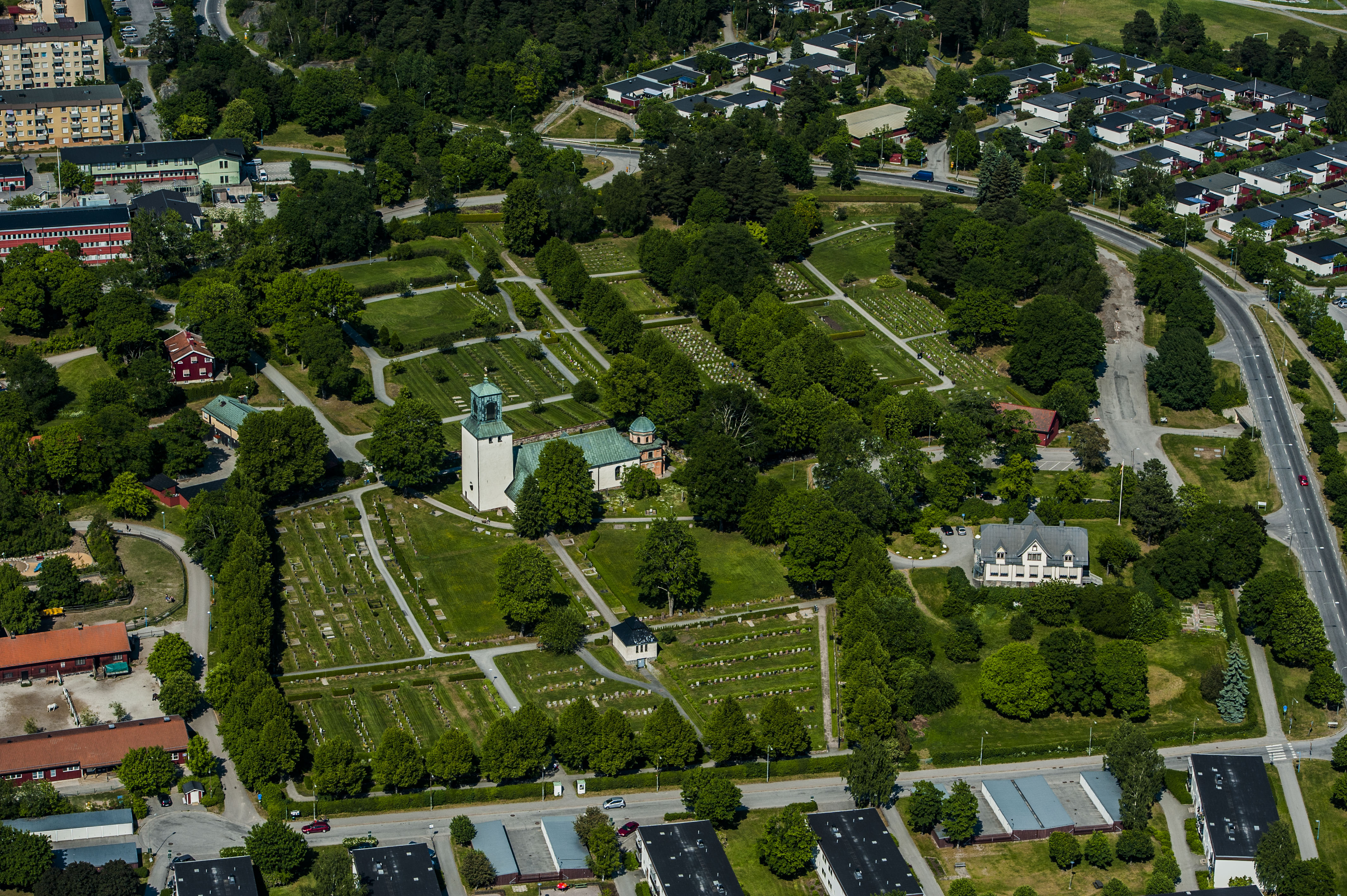
منظر جوي لكنيسة سبونكَا

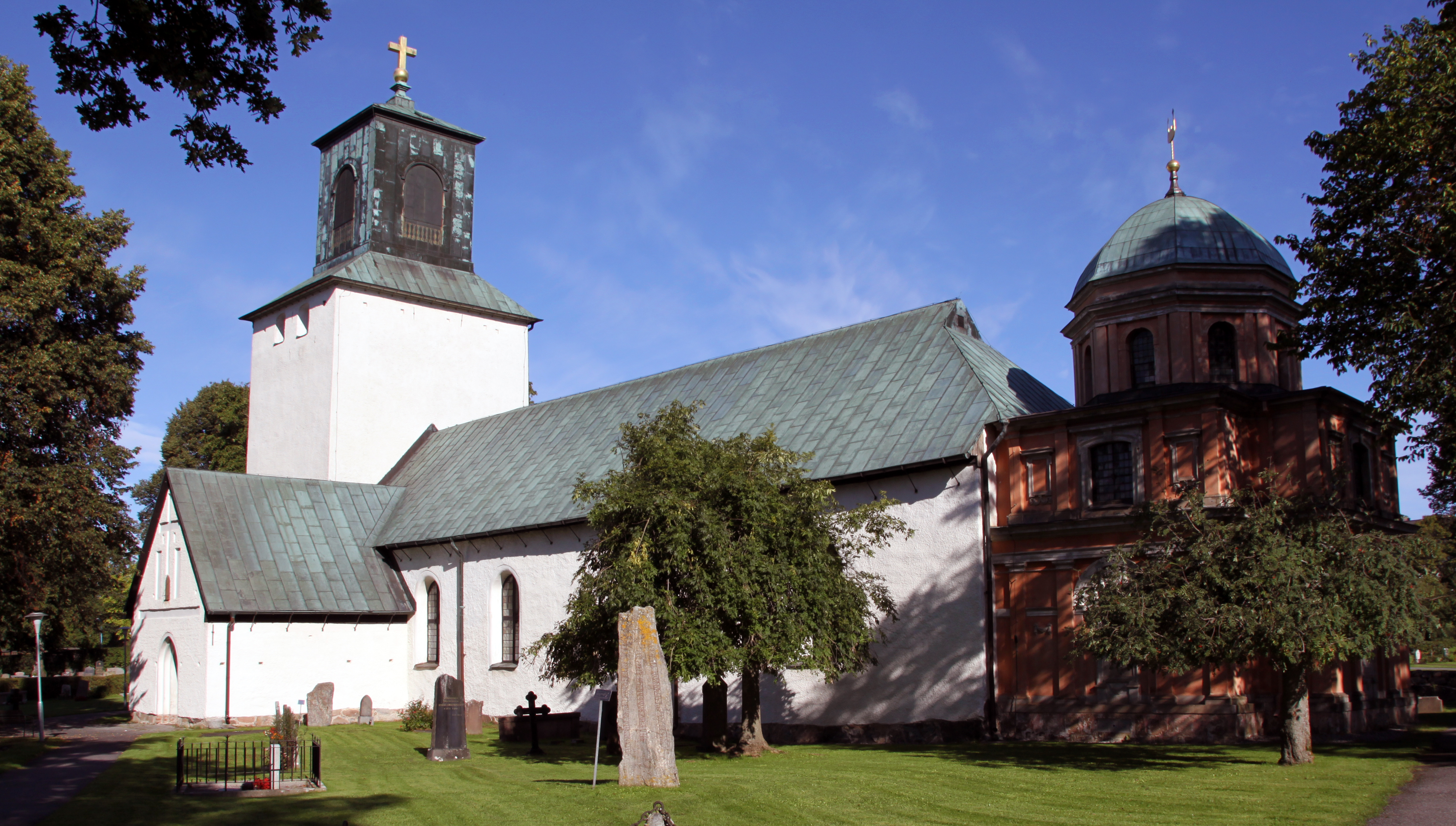
كنيسة سبونكَا

سبونكَا هو مجتمع وأبرشية في حي Spånga-Tensta في مقاطعة ستوكهولم ، السويد .

## خلفية
كانت سبونكَا بلدية مستقلة حتى 1 يناير 1949، عندما تم دمج معظمها مع مدينة ستوكهولم ، مع دمج أجزاء أصغر من المنطقة مع بلديات سولنا وسوندبيبيرج وسولينتونا .
كان سبونكَا في الأصل اسم قرية تتمركز حول كنيسة سبونكَا ( Spånga kyrka )، والتي يعود تاريخها إلى القرن الثاني عشر.
سبونكَا هي موطن لأكبر استوديو تلفزيوني في السويد تديره مجموعة NEP والتي لديها 3 استوديوهات في المجموع هناك،  تم تصوير العروض بما في ذلك Idol 2020 هناك. نظرًا لـ COVID-19، فكرت Melodifestivalen في استخدام الاستوديوهات لعام 2021 لتصوير جميع الإصدارات الستة بدلاً من الجولة الوطنية.

## مدرسة
تم بناء مدرسة سبونكَا الثانوية في عام 1928 وتقع بالقرب من محطة سبونكَا وسوق سبونكَا. اعتبارًا من عام 2020، كان بالمدرسة حوالي 600 تلميذ.
تضم مدرسة سبونكَا الابتدائية حوالي 470 تلميذاً اليوم، وهناك الصفوف من 7 إلى 9. تشترك مدرسة سبونكَا الابتدائية في المبنى مع مدرسة سبونكَا الثانوية. لدى هذه المدرسة أيضًا دورة خاصة تحتوي على مواد الرياضيات والعلوم المعززة.

## سياسة
تستضيف سبونكَا IP حدث يارفيكن ، وهو حدث سنوي يدعو المتحدثين من الأحزاب السياسية السويدية والكيانات الأخرى. وهو مشابه لأسبوع الميدالين في جوتلاند مع التركيز بشكل أكبر على ستوكهولم .

## رياضات
توجد الأندية الرياضية التالية في سبانجا:
- سبونكَا IS FK
- توركيسكا إس كيه
- أكروبوليس إذا

## مشاهير
- دولف لوندغرين